# Hiro Saga
Dame Hiro Saga (嵯峨浩) (16 avril 1914 – 20 juin 1987) est la fille du marquis Saga et parente éloignée de l'empereur du Japon Hirohito. Elle épouse en 1937 le prince Pujie, frère de l'empereur Puyi (de Chine de 1908 à 1912, puis du Mandchoukouo de 1934 à 1945). Après son mariage, elle est connue sous le nom d'Aisin-Gioro Hiro (愛新覺羅•浩), ou Aisin-Gioro Hao en chinois.

## Biographie

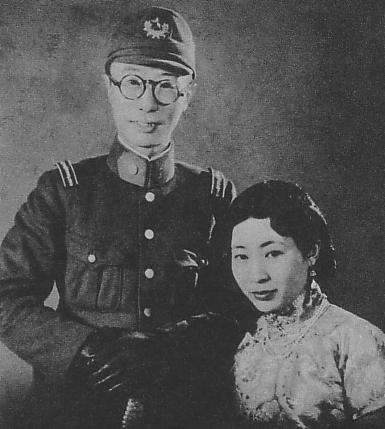
Hiro Saga et le prince Pujie en 1938.

La famille Saga appartient à la noblesse de cour kuge et une branche des Ogimachi Sanjo de la lignée des Fujiwara du Nord. Hiro est née en 1914 à Tokyo. Fille aînée du marquis Saneto Saga, elle fréquente l'école pour aristocrates Gakushūin.
En 1936, elle est présentée au prince Pujie, frère cadet de l'empereur du Mandchoukouo Puyi, à l'académie de l'armée impériale japonaise, dans la perspective d'un mariage arrangé (miai (en)). Pujie choisit sa photographie parmi plusieurs candidates sélectionnées par l'armée japonaise du Guandong. Comme son frère Puyi n'a toujours pas d'héritiers, le mariage a une forte implication politique, et est destiné à renforcer les relations entre les deux nations et introduire le sang japonais dans la famille imperiale mandchoue.
Les fiançailles furent célébrées à l'ambassade du Mandchoukouo de Tokyo le 2 février 1937, tandis que le mariage officiel se tint au hall militaire impérial à Kudanzaka le 3 avril. En octobre, le couple s'installe à Hsinking, la capitale du Mandchoukouo. Ils ont deux filles et le mariage a l'air heureux.
Durant l'évacuation du Mandchoukouo provoquée par l'invasion soviétique de la Mandchourie, Hiro est séparée de son mari. Alors que le prince Pujie accompagne l'empereur Puyi dans sa tentative de fuir en avion, la princesse Hiro et sa fille voyagent en train jusqu'en Corée avec l'impératrice Wan Rong. Le convoi est cependant capturé par les troupes chinoises communistes à Dalizi (actuelle Linjiang) en janvier 1946. En avril, elles sont amenées à un poste de police de Changchun, libérées mais arrêtées de nouveau juste après et emmenées à un autre poste de police de Kirin au Nord. Lorsque les forces du Kuomintang bombardent Kirin, les prisonniers impériaux sont transférés à la prison de Yanji, et la princesse Hiro et sa fille sont emmenées dans une prison de Shanghai, puis finalement rapatriées au Japon. En 1961, après la libération de son mari Pujie, le couple est réuni grâce à la permission du Premier ministre Zhou Enlai, et s'installe à Pékin en 1961, où elle vit jusqu'à sa mort en 1987.
Elle et son mari sont inhumés au caveau de la famille Aisin-Gioro à Shimonoseki avec leur fille aînée Huisheng.

## Descendants
La princesse Aisin-Gioro Huisheng 慧生 (1938–1957) est née à Hsingking en février 1939. Elle reçoit une éducation privée avant d'étudier à l'école pour aristocrates Gakushūin. Elle meurt à Izu, près de Tokyo, le 10 décembre 1957 dans ce qui parait être un suicide.
La princesse Aisin-Gioro Yunsheng 嫮生 (1940– ) reçoit une éducation privée avant d'étudier également à la Gakushūin de Tokyo. Elle épouse Kosei Fukunaga, un ancien aristocrate japonais employé dans l'industrie automobile. Elle a cinq enfants.

## Dans la culture populaire
En 1960, Kinuyo Tanaka réalise La Princesse errante (流転の王妃, Ruten no ōhi), un film adapté des mémoires de Hiro Saga publiées en 1959, avec Machiko Kyō et Eiji Funakoshi dans les rôles respectivement de Hiro Saga et de Pujie.
Une série TV japonaise sur la vie du prince Pujie et de Hiro Saga est produite en 2003 sous le titre Ruten no ōhi - Saigo no kōtei. Le rôle de Hiro Saga est jouée par l'actrice Takako Tokiwa. Elle et le petit-fils de Hiro (fils de Yunsheng) sont camarades de classe.